# Thang
Thang är en ort i Indien.   Den ligger i unionsterritoriet Ladakh, i den norra delen av landet, 700 km norr om huvudstaden New Delhi. Thang ligger 3 890 meter över havet och antalet invånare är 1 622.
Terrängen runt Thang är mycket bergig.  Trakten runt Thang är nära nog obefolkad, med mindre än två invånare per kvadratkilometer. Det finns inga andra samhällen i närheten. Trakten runt Thang är ofruktbar med lite eller ingen växtlighet.